# 埃瓦尔·维德隆德
埃瓦尔·维德隆德（瑞典語：Eivar Widlund，1905年6月15日—1968年3月31日），生于厄勒布鲁，瑞典男子足球运动员，司职守门员，1930年加入国家队。他曾代表瑞典国家队参加1934年国际足联世界杯。